# Liste der größten Unternehmen in Neuseeland
Die Liste der größten Unternehmen in Neuseeland enthält die vom Forbes Magazine in der Liste Forbes Global 2000 veröffentlichten größten börsennotierten Unternehmen in Neuseeland.
Die Rangfolge der jährlich erscheinenden Liste der 2000 größten börsennotierten Unternehmen der Welt errechnet sich aus einer Kombination von Umsatz, Nettogewinn, Aktiva und Marktwert. Dabei wurden die Platzierungen der Unternehmen in den gleich gewichteten Kategorien zu einem Rang zusammengezählt. In der Tabelle aufgeführt sind auch der Hauptsitz, die Branche und die Zahl der Mitarbeiter. Die Zahlen sind in Milliarden US-Dollar angegeben und beziehen sich auf das Geschäftsjahr 2008, für den Marktwert auf den Börsenkurs vom 27. Februar 2009.

## Größte börsennotierte Unternehmen Atakan
| Rang | Forbes 2000 | Name                                           | Hauptsitz     | Umsatz (Mrd. $) | Gewinn (Mrd. $) | Aktiva (Mrd. $) | Marktwert (Mrd. $) | Mitarbeiter | Branche               |
| ---- | ----------- | ---------------------------------------------- | ------------- | --------------- | --------------- | --------------- | ------------------ | ----------- | --------------------- |
| 1    | 1575.       | Telecom New Zealand                            | Wellington    | 3,80            | 0,54            | 5,64            | 2,23               | 8.500       | Telekommunikation     |
| 2    | 1720.       | Fletcher Building                              | Auckland      | 5,40            | 0,36            | 4,70            | 1,33               | 20.000      | Bauwirtschaft         |
| 3    |             | AgResearch                                     | Hamilton      | 0,096           |                 |                 |                    | 1.020       | Forschung             |
| 4    |             | Auckland Airport Limited                       | Auckland      |                 |                 |                 |                    |             | Flughafen             |
| 5    |             | Air New Zealand                                | Auckland      | 3,00            |                 |                 |                    | 11.083      | Fluggesellschaft      |
| 6    |             | Australia and New Zealand Banking Group        | Melbourne     | 8               |                 |                 |                    | 36.925      | Banken                |
| 7    |             | APN News & Media                               | Sydney        | 1,06            |                 |                 |                    |             | Medien                |
| 8    |             | AMP Limited                                    | Sydney        |                 |                 |                 |                    | 5.600       | Banken                |
| 9    |             | Bank of New Zealand                            | Auckland      | 3,80            |                 |                 |                    | 840         | Banken                |
| 10   |             | BIL International Limited                      | Singapur      |                 |                 |                 |                    |             |                       |
| 11   |             | Cavalier Corporation Limited                   | Auckland      | 0,167           |                 |                 |                    | 1.000       | Textilien             |
| 12   |             | Contact Energy                                 | Wellington    | 1,77            |                 |                 |                    | 1.150       | Energie               |
| 13   |             | Ebos Group Limited                             | Melbourne     |                 |                 |                 |                    |             |                       |
| 14   |             | Fisher & Paykel Appliances Holdings Limited    | Auckland City |                 |                 |                 |                    |             |                       |
| 15   |             | Fisher & Paykel Healthcare Corporation Limited | Auckland      |                 |                 |                 |                    |             |                       |
| 16   |             | Freightways Limited                            | Penrose       |                 |                 |                 |                    |             |                       |
| 17   |             | Goodman Fielder Limited                        | North Ryde    |                 |                 |                 |                    |             |                       |
| 18   |             | Goodman Property Trust                         | Auckland      |                 |                 |                 |                    |             |                       |
| 19   |             | Guinness Peat Group Plc                        | Sydney        |                 |                 |                 |                    |             |                       |
| 20   |             | Hellaby Holdings Limited                       | Auckland      |                 |                 |                 |                    |             |                       |
| 21   |             | Hallenstein Glasson Holdings Limited           | Auckland      |                 |                 |                 |                    |             |                       |
| 22   |             | Infratil                                       | Wellington    |                 |                 |                 |                    |             | Infrastruktur         |
| 23   |             | ING Medical Properties Trust                   | Sydney        |                 |                 |                 |                    |             |                       |
| 24   |             | ING Property Trust                             | Sydney        |                 |                 |                 |                    |             |                       |
| 25   |             | Kathmandu Holdings                             | Christchurch  |                 |                 |                 |                    |             | Einzelhandel          |
| 26   |             | Kiwi Income Property Trust                     | Auckland      |                 |                 |                 |                    |             |                       |
| 27   |             | Lion Nathan Limited                            | Sydney        |                 |                 |                 |                    | 1.400       | Brauerei              |
| 28   |             | Mainfreight Limited                            | Auckland      | 0,77            |                 |                 |                    | 3.193       | Logistik              |
| 29   |             | Michael Hill International Limited             | Brisbane      |                 |                 |                 |                    |             |                       |
| 30   |             | Nuplex Industries Limited                      | Auckland      |                 |                 |                 |                    |             |                       |
| 31   |             | New Zealand Oil & Gas Limited                  | Wellington    |                 |                 |                 |                    |             |                       |
| 32   |             | New Zealand Refining Company Limited           | Marsden Point |                 |                 |                 |                    |             |                       |
| 33   |             | New Zealand Steel                              | Glenbrook     |                 |                 |                 |                    | 1.500       | Stahl                 |
| 34   |             | New Zealand Exchange                           | Wellington    | 38,7            |                 |                 |                    | 60          | Börse                 |
| 35   |             | Property For Industry Limited                  | Auckland      |                 |                 |                 |                    |             |                       |
| 36   |             | PGG Wrightson Limited                          | Christchurch  |                 |                 |                 |                    |             |                       |
| 37   |             | Port of Tauranga Limited                       | Tauranga      |                 |                 |                 |                    |             | Hafen                 |
| 38   |             | Pumpkin Patch Limited                          | Auckland      |                 |                 |                 |                    |             |                       |
| 39   |             | Rakon Limited                                  | Auckland      | 0,11            |                 |                 |                    | 800         | Elektrotechnik        |
| 40   |             | Rubicon Limited                                | Auckland      |                 |                 |                 |                    |             | Investment            |
| 41   |             | Ryman Healthcare Limited                       | Christchurch  |                 |                 |                 |                    | 4.500       | Seniorenheimbetreiber |
| 42   |             | Sanford Limited                                | Auckland      |                 |                 |                 |                    |             | Fischereiwirtschaft   |
| 43   |             | Skycity Entertainment Group Limited            | Auckland      |                 |                 |                 |                    |             |                       |
| 44   |             | Skellerup Holdings Limited                     | Auckland      |                 |                 |                 |                    |             |                       |
| 45   |             | Sky Network Television Limited                 | Auckland      |                 |                 |                 |                    |             |                       |
| 46   |             | Steel & Tube Holdings Limited                  | Auckland      |                 |                 |                 |                    |             |                       |
| 47   |             | Tourism Holdings Limited                       | Auckland City |                 |                 |                 |                    |             |                       |
| 48   |             | Telstra Corporation Limited                    | Melbourne     |                 |                 |                 |                    |             |                       |
| 49   |             | Trustpower Limited                             | Tauranga      |                 |                 |                 |                    |             | Energiewirtschaft     |
| 50   |             | Tower Limited                                  | Wellington    |                 |                 |                 |                    |             | Versicherung          |
| 51   |             | Vector Limited                                 | Auckland      |                 |                 |                 |                    |             | Energiewirtschaft     |
| 52   |             | Westpac                                        | Sydney        |                 |                 |                 |                    |             | Banken                |
| 53   |             | The Warehouse Group                            | North Shore   |                 |                 |                 |                    |             |                       |